# جوزف اچ. ارل
جوزف اچ. ارل (به انگلیسی: Joseph Haynsworth Earle) سناتور سابق عضو حزب دموکرات ایالات متحده آمریکا بود. وی در سال ۱۸۹۷ میلادی سناتور ایالت کارولینای جنوبی در سنای ایالات متحده آمریکا بود.